# Athlia giaii
Athlia giaii är en skalbaggsart som beskrevs av Martinez 1959. Athlia giaii ingår i släktet Athlia och familjen Melolonthidae. Inga underarter finns listade.